# 최나리
최나리(1994년 11월 16일 ~ )는 대한민국의 가수다. 2018년 미니 앨범 [심쿵했어요]로 데뷔했다.

## 학력
- 금산종합고등학교

## 방송
- 아침마당 (2019)
- K트롯 서바이벌 골든마이크 (2019) - Top33
- 트로트의 민족 (2020) - Top80
- 장윤정의 도장깨기 1 (2021)
- 콘테스트M2 (2022) - 장려상
- 히든싱어 7 (2022) - 송가인 편 3위

## 음반
- 심쿵했어요 (2018)
- 트로트의 민족 1라운드 베스트 Part. 2 (2020)
- 꽃잎처럼 (부제 : 아버지) (2021)

## 수상
- 제17회 현인가요제 금상 (2021)